# Leucheria
Leucheria  es un género  de plantas con flores en la familia Asteraceae. Comprende 230 especies descritas y de estas, solo 40 aceptadas.

## Taxonomía
El género fue descrito por Mariano Lagasca y publicado en Amenidades Naturales de las Españas 1(1): 32. 1811. La especie tipo es:  Leucheria hieracioides Cass. 

## Especies aceptadas
A continuación se brinda un listado de las especies del género Leucheria aceptadas hasta noviembre de 2014, ordenadas alfabéticamente. Para cada una se indica el nombre binomial seguido del autor, abreviado según las convenciones y usos.
| - Leucheria achillaeifolia - Leucheria amoena - Leucheria apiifolia - Leucheria barrasiana - Leucheria bridgesii - Leucheria candidissima - Leucheria cerberoana - Leucheria coerulescens - Leucheria congesta - Leucheria cumingii - Leucheria daucifolia - Leucheria diemii - Leucheria eriocephala - Leucheria floribunda - Leucheria garciana - Leucheria gayana - Leucheria gilliesii - Leucheria glabriuscula - Leucheria glacialis - Leucheria glandulosa - Leucheria hahnii - Leucheria hieracioides - Leucheria landbeckii | - Leucheria leontopodioides - Leucheria lithospermifolia - Leucheria magna - Leucheria menana - Leucheria millefolium - Leucheria multiflora - Leucheria nutans - Leucheria oligocephala - Leucheria paniculata - Leucheria papillosa - Leucheria polyclados - Leucheria pteropogon - Leucheria purpurea - Leucheria rosea - Leucheria runcinata - Leucheria salina - Leucheria scrobiculata - Leucheria senecioides - Leucheria suaveolens - Leucheria tenuis - Leucheria thermarum - Leucheria tomentosa - Leucheria viscida |